# Filip Šačić
Filip Šačić (7 de noviembre de 1995) es un deportista croata que compite en lucha grecorromana. Ganó una medalla de bronce en el Campeonato Europeo de Lucha de 2023, en la categoría de 82 kg.

## Palmarés internacional
| Campeonato Europeo | Campeonato Europeo | Campeonato Europeo | Campeonato Europeo |
| Año                | Lugar              | Medalla            | Categoría          |
| ------------------ | ------------------ | ------------------ | ------------------ |
| 2023               | Zagreb (Croacia)   | Medalla de bronce  | 82 kg              |